# Masaya Jitozono
Masaya Jitozono (地頭薗 雅弥 Jitozono Masaya?), född 6 september 1989 i Chiba prefektur, är en japansk fotbollsspelare.
Jitozono började sin karriär 2012 i SC Sagamihara.Han spelade 20 ligamatcher för klubben.